# Baruc (profeta)
Baruc (in ebraico: ברוך בן נריה Bārūḵ ben Nərīyā; fl. VI secolo a.C.) è stato lo scriba, discepolo, segretario e devoto amico del profeta biblico Geremia.

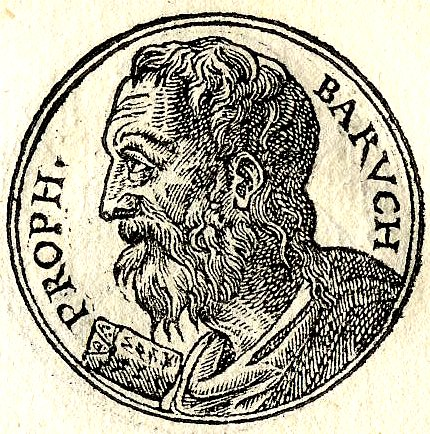
Baruc dai Promptuarii Iconum Insigniorum (1553).

È tradizionalmente accreditato come autore del Libro di Baruc.
Secondo Flavio Giuseppe era un aristocratico ebreo, figlio di Neria e fratello di Seraia, ciambellano del re Sedecia del Regno di Giuda.Geremia 51:59
Baruc divenne lo scriba del profeta Geremia e scrisse la prima e la seconda edizione delle sue profezie come gli erano state dettate. Baruc rimase fedele agli insegnamenti e agli ideali del grande profeta, sebbene, come il suo maestro, a volte fu quasi sopraffatto dallo sconforto. Mentre Geremia era nascosto per evitare l'ira del re Ioiakim, comandò a Baruc di leggere le sue profezie di avvertimento Geremia 36:1-8 al popolo radunato nel Tempio di Gerusalemme in un giorno di digiuno. Il compito era allo stesso tempo difficile e pericoloso, ma Baruc lo svolse senza batter ciglio e fu probabilmente in questa occasione che il profeta gli diede il messaggio personale Geremia 45.
Sia Baruc che Geremia furono testimoni dell'assedio babilonese di Gerusalemme del 587–586 a.C. Nel mezzo dell'assedio, Geremia acquistò una tenuta ad Anathoth su cui si erano accampati gli eserciti babilonesi (come simbolo di fede nell'eventuale restaurazione di Gerusalemme;Geremia 32) e, secondo Flavio Giuseppe, Baruc continuò a risiedere con lui a Mizpah. Secondo quanto riferito, Baruc aveva influenza su Geremia; su suo consiglio Geremia esortò gli israeliti a rimanere in Giuda dopo l'assassinio di Ghedalia.Geremia 43.3
Fu portato con Geremia in Egitto, dove, secondo una tradizione conservata da Girolamo, Isaia 30:6-7 morì presto. Altre due tradizioni affermano che in seguito andò, o fu portato, a Babilonia da Nabucodonosor II dopo la conquista dell'Egitto da parte di quest'ultimo.
L'importanza di Baruc, a causa della sua intima associazione con Geremia, portò le generazioni successive a esaltare ulteriormente la sua reputazione. A lui furono attribuiti il Libro di Baruc e altri due libri ebraici.

## Storicità

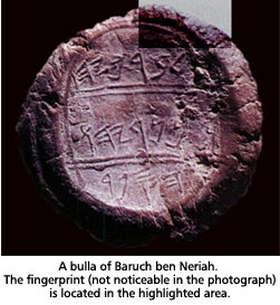

Nel 1975, sul mercato delle antichità apparve una bolla su argilla che presumibilmente conteneva il sigillo e il nome di Baruc. Il suo acquirente, un importante collezionista israeliano, permise all'archeologo israeliano Nahman Avigad di pubblicarla. Sebbene la sua origine non sia nota in modo definitivo, è stata identificata come proveniente dalla "casa bruciata" scavata da Yigal Shiloh. La bolla è ora nel Museo d'Israele. Misura 17 per 16 millimetri (0,67 per 0,63 in), ed è stampigliata con un sigillo ovale, 13 per 11 millimetri (0,51 per 0,43 in). L'iscrizione, scritta nell'antico alfabeto ebraico, recita:
| Versetto | Traslitterazione | Traduzione                  |
| -------- | ---------------- | --------------------------- |
| 1        | lbrkyhw          | [appartenente] a Berachyahu |
| 2        | bn nryhw         | figlio di Neriyahu          |
| 3        | hspr             | lo scriba                   |

Nel 1996 è emersa una seconda bolla in argilla con un'iscrizione identica; presumibilmente timbrata con lo stesso sigillo. Anche su questa bolla è stata impressa un'impronta digitale; Hershel Shanks, tra gli altri, ipotizzò che l'impronta digitale potesse essere quella dello stesso Baruc; l'autenticità di queste bolle è stata tuttavia contestata. ibid.

### Teorie accademiche
Nella seconda edizione del libro di Richard Elliott Friedman, Who Wrote the Bible?, in cui difendeva l'ipotesi documentaria, avanzava l'affermazione che il Deuteronomista, che generalmente si pensa abbia scritto o curato i libri dal Deuteronomio ai Libri dei Re, fosse Baruc. Ha difeso questa affermazione confrontando un certo numero di frasi diverse nel Libro di Geremia con frasi in altri libri.

## Tradizioni religiose

### Letteratura rabbinica

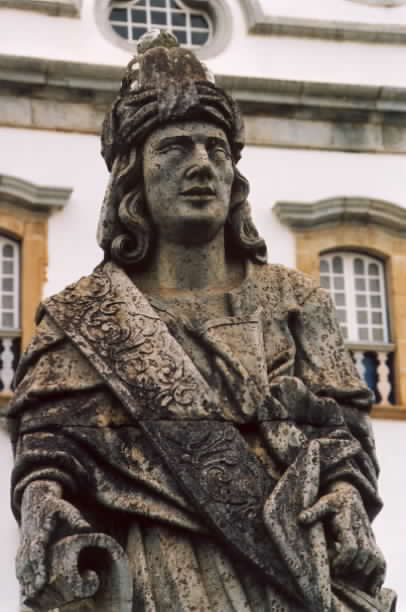
Statua di Baruc di Aleijadinho

I rabbini descrissero Baruc come un fedele aiutante e consanguineo di Geremia. Secondo la letteratura rabbinica, sia Baruc che Geremia, essendo kohanim e discendenti della proselita Raab, servirono da esempio di umiltà ai loro contemporanei, in quanto appartenevano ai pochi che ascoltavano la parola di Dio. Un Midrash nel Sifre considerava Baruc identico all'etiope Ebed-melech, che salvò Geremia dalla prigione; Geremia 38:7 e afferma di aver ricevuto l'appellativo di Baruc ("beato") a causa della sua pietà, che contrastava con la vita dissoluta della corte, come la pelle di un etiope contrasta con quella di un bianco. Secondo l'Apocalisse di Baruc, poiché la sua pietà avrebbe potuto impedire la distruzione del Tempio, Dio gli comandò di lasciare Gerusalemme prima della catastrofe, in modo da rimuovere la sua presenza protettiva. Secondo il racconto, Baruc vide poi, dalla quercia di Abramo a Hebron, il tempio dato alle fiamme dagli angeli, che in precedenza avevano nascosto i vasi sacri.
I Tannaim sono molto divisi sulla questione se Baruc debba essere classificato tra i profeti. Secondo Mekhilta,  Baruc si lamentòGeremia 45:3 perché il dono della profezia non gli era stato dato. “Perché”, disse, “il mio destino è diverso da quello di tutti gli altri discepoli dei profeti? Giosuè servì Mosè e lo Spirito Santo si posò su di lui; Eliseo servì Elia e lo Spirito Santo si posò su di lui. Perché è altrimenti con me?" Dio gli rispose: "Baruc, a che serve una siepe dove non c'è vigna, o un pastore dove non ci sono pecore?" Baruc, quindi, trovò consolazione nel fatto che quando Israele fu esiliato in Babilonia non c'era più motivo di profezie.
Il Seder Olam (xx.), tuttavia, e il Talmud, includono Baruc tra i profeti, e affermano che profetizzò nel periodo successivo alla distruzione. Fu anche a Babilonia che Esdra studiò la Torah con Baruc. Né pensava di tornare in Giudea durante la vita del suo maestro, poiché considerava lo studio della Torah più importante della ricostruzione del Tempio; e Baruc non poteva unirsi agli esuli di ritorno a causa della sua età.

### Tradizioni cristiane

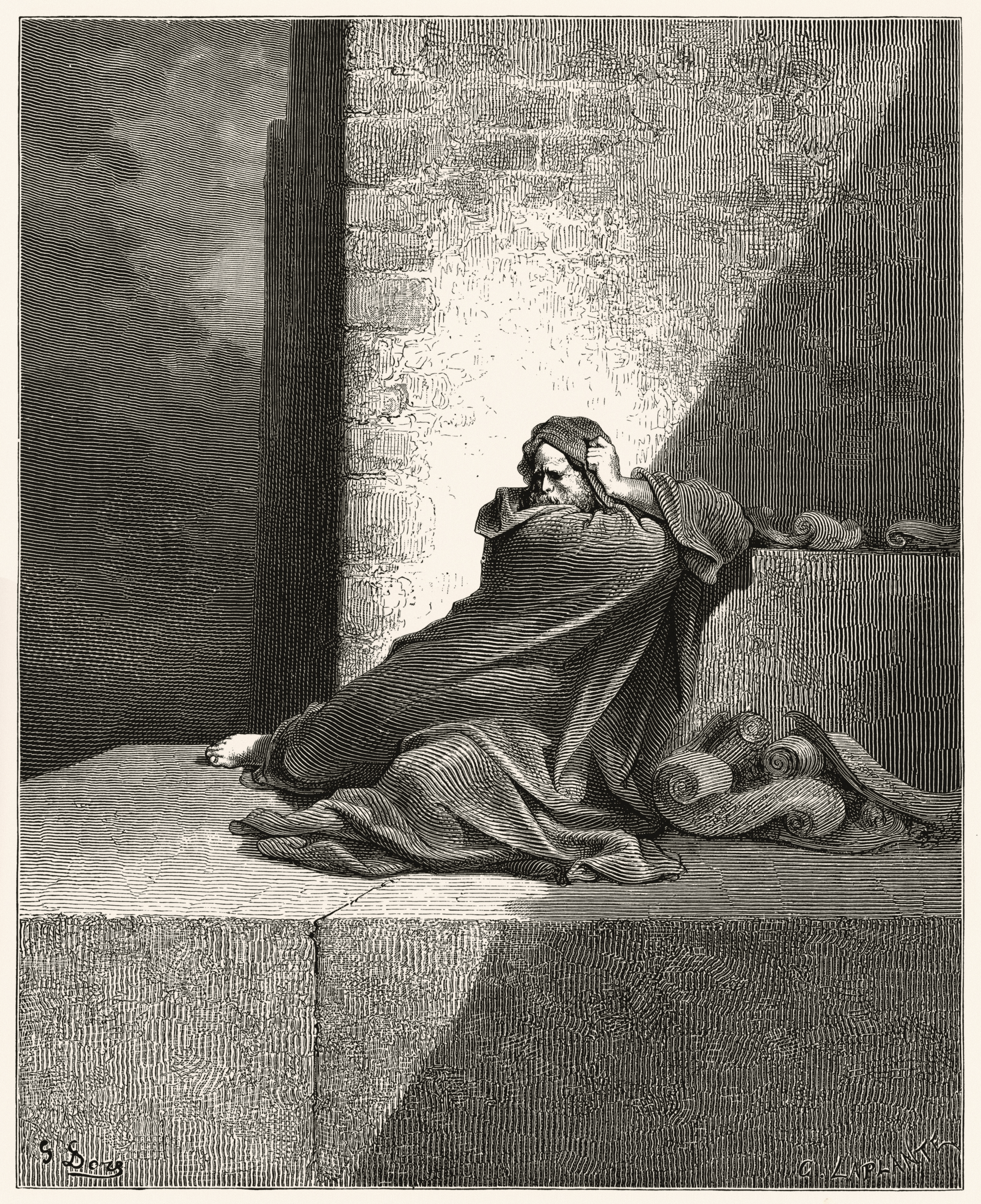
Baruc, G. Doré, 1866

Alcune leggende cristiane (soprattutto dalla Siria e dall'Arabia) identificano Baruc con Zoroastro e danno molte informazioni su di lui. Baruc, adirato perché gli era stato negato il dono della profezia, e a causa della distruzione di Gerusalemme e del Tempio, lasciò Israele per fondare la religione di Zoroastro. A Baruc-Zoroastro è attribuita anche la profezia della nascita verginale di Gesù, e dell'adorazione dei Magi. È difficile spiegare l'origine di questa curiosa identificazione di un profeta con un mago, come si riteneva Zoroastro, tra ebrei e cristiani. De Sacy la spiega sulla base del fatto che in arabo il nome del profeta Geremia è quasi identico a quello della città di Urmiah, dove, si dice, visse Zoroastro.
Tuttavia, questo può dipendere dalla leggenda ebraica sopra menzionata (sotto Baruc nella letteratura rabbinica), secondo la quale l'etiope inGeremia 38:7 è indubbiamente identico a Baruc,  collegata a questa leggenda arabo-cristiana. Nei Riconoscimenti Clementini si credeva che Zoroastro fosse un discendente di Cam; e, secondoGenesi 10:6 10:6, Cush, l'Etiope, è figlio di Cam. Secondo i "Riconoscimenti", i Persiani credevano che Zoroastro fosse stato portato in cielo su un carro ("ad cœlum vehiculo sublevatum"); e secondo la leggenda ebraica, il suddetto etiope fu trasportato vivo in paradiso, avvenimento che, come la traduzione di Elia,2 Re 2:11 deve essere avvenuto per mezzo di un "vehiculum". Un'altra reminiscenza della leggenda ebraica si trova nelle parole di Baruc-Zoroastro riguardo a Gesù: "Discenderà dalla mia famiglia", poiché, secondo l'Haggadah, Baruc era un sacerdote; e Maria, la madre di Gesù, era di famiglia sacerdotale.
Nella Chiesa ortodossa orientale Baruc è venerato come santo, e come tale viene commemorato il 28 settembre (per chi segue il tradizionale calendario giuliano, cade l'11 ottobre del calendario gregoriano).

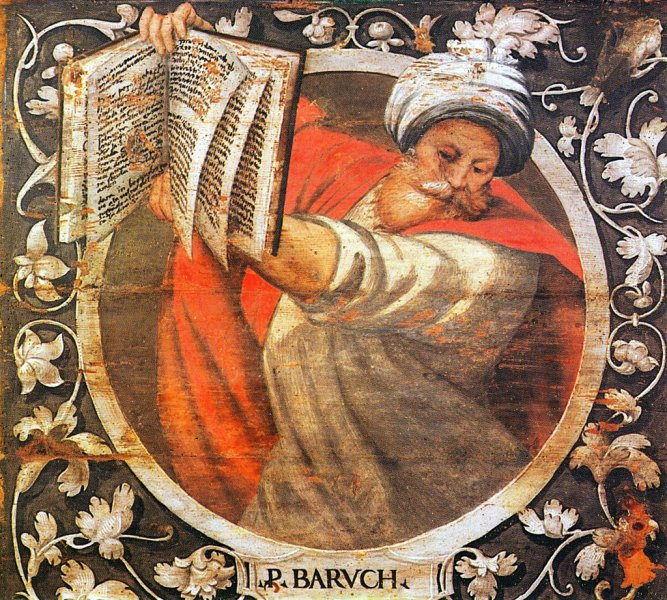
Baruc, Amalteo, XVI sec.

La Chiesa cattolica considera Baruc un santo insieme ad altri profeti biblici.

## Tomba
La tomba di Baruc divenne oggetto di leggende successive. Secondo una tradizione musulmana riportata da fonti tra cui Petachia di Ratisbona, un re arabo una volta ne ordinò l'apertura; ma tutti quelli che la toccarono caddero morti. Il re allora comandò ai Giudei di aprirla; ed essi, dopo essersi preparati con un digiuno di tre giorni, vi riuscirono senza incorrere in inconvenienti. Il corpo di Baruc venne trovato intatto in una bara di marmo e sembrava fosse appena morto. Il re ordinò che fosse trasportato in un altro luogo; ma, dopo aver trascinato un poco la bara, cavalli e cammelli non poterono spostarla di un altro centimetro. Il re, molto eccitato da queste meraviglie, andò con il suo seguito da Maometto per chiedergli consiglio. Arrivato a La Mecca, i suoi dubbi sulla verità degli insegnamenti dell'Islam aumentarono notevolmente, e lui e i suoi cortigiani accettarono l'ebraismo. Il re costruì quindi un "bet ha-midrash" sul punto dal quale non era stato in grado di spostare il corpo di Baruc; e questa accademia servì a lungo come luogo di pellegrinaggio.
La tomba di Baruc è a 1,6 km di distanza da quella di Ezechiele, vicino alla Moschea dell'Imam 'Ali; e una fonte rabbinica ebrea riferì che su di essa cresce una strana pianta, le cui foglie sono cosparse di polvere d'oro. Secondo l'Apocalisse siriaca di Baruc, fu trasferito in paradiso nel suo corpo mortale. Lo stesso è affermato in Derekh Eretz Zuta (i.) di Ebed-Melech. Coloro che considerano Baruc e Ebed-Melec identici trovano che questa deduzione sia evidente.